# Steps (Album)
Steps ist das zweite Studioalbum der deutschen Progressive-Metal-Band Sieges Even. Es erschien am 13. August 1990 bei Steamhammer/SPV.

## Entstehung und Veröffentlichung
Die Arbeiten am zweiten Album begannen unmittelbar nach Veröffentlichung des Debüts Life Cycle. Steps wurde im März und April 1990 in den Lakeside-Studios in Utting eingespielt und abgemischt. Als Gastmusiker waren Joe Pöhlmann (Klavier), Norbert Beyerlein (Keyboard), Thomas Hellhake (Violine) und Michael Morenga (Gitarre) beteiligt. Die Band produzierte das Album, Charlie Bauerfeind fungierte als Koproduzent.

## Titelliste
1. Tangerine Windows of Solace – 25:11
  1. Alba
  2. Epitome
  3. Apotheosis
  4. Season of Seclusion (The Prison)
  5. An Essay of Relief (A Tangerine Dream)
  6. Disintegration of Lasting Hope
  7. Elegy (Window of Perception)
2. Steps – 4:02
3. Corridors – 6:40
4. The Vaccum Tube Processor – 4:45
5. An Act of Acquiescence – 7:09
6. Anthem Chapter I – 4:33
7. Anthem Chapter II – 1:45

## Stil
Sieges Even entfernen sich auf Steps etwas vom kalten, technischen Metal des Debütalbums und spielen abwechslungsreichen und virtuosen Progressive Metal. Die Kompositionen sind komplex und von überraschenden Breaks, verspielten und atmosphärischen Passagen durchzogen. Neben der üblichen Metal-Instrumentierung kommen auch Akustikgitarren und Violinen zum Einsatz. Gelegentlich sind Einflüsse aus der Musik des Mittelalters und dem Jazz wahrnehmbar. Der Gesang ist oft exaltiert, die Liedtexte mitunter rätselhaft. Der Text der beiden „Anthem“-Stücke ist von Wilfred Owens Gedicht Anthem for Doomed Youth inspiriert.

## Rezeption
Das Album wurde schon 1990 von der Presse positiv aufgenommen und gilt heute als Klassiker des Progressive Metal. Wolfgang Schäfer vom Rock Hard meint, der Band gelinge es, „komplexe Klanggebilde von einer atmosphärischen Dichte zu [er]schaffen, deren Intensität und musikalischer Fülle man sich einfach nicht entziehen kann“, Boris Kaiser entdeckt auf dem Album „Musik um ihrer selbst willen, die nicht untermalen möchte, weder aufklärt noch anprangert oder nötigt, sondern ohne jede Metaebene in ihrer Schönheit wie Reinheit einfach nur IST“. Michael Hirle von den Babyblauen Seiten resümiert: „Das ist mehr als Musik und deshalb so einzigartig.“ Sowohl Rock Hard als auch das eclipsed-Magazin nahmen Steps in ihre jeweilige Liste der wichtigsten Progmetal-Alben auf.